# Level 42 (singolo)
Level 42 (Level 42?) è il primo singolo della cantante j-pop giapponese Kimura Kaela. È stato pubblicato il 23 giugno 2004 dall'etichetta major Nippon Columbia.

## Tracce
Tutti i brani sono testo di Kaela Kimura e musica di Taiyō Yamazawa.

Dopo il titolo è indicata fra parentesi "()" la grafia originale del titolo.
1. Level 42 (Level 42?)
2. What ever are you looking for? (What ever are you looking for??)
3. Level 42 (Instrumental) (Level 42 (Instrumental)?)
4. What ever are you looking for? (Instrumental) (What ever are you looking for? (Instrumental)?)

## Altre presenze
- Level 42:
  - 08/12/2004 - Kaela
  - 03/02/2010 - 5years
- What ever are you looking for?:
  - 08/12/2004 - KAELA